# Ashley Zukerman
Ashley Zukerman (* 30. Dezember 1983 in Santa Monica, Kalifornien) ist ein australischer Schauspieler US-amerikanischer Herkunft, der vor allem als Darsteller in Fernsehserien bekannt wurde.

## Leben und Karriere
Ashley Zukerman wuchs ab seinem zweiten Lebensjahr in Melbourne, Victoria auf. Seine Schulausbildung erhielt er am Wesley College in Melbourne und am Glen Waverley Campus. Anschließend besuchte er das Victorian College of the Arts, wo er als Schauspieler ausgebildet wurde. Seine berufliche Karriere als Schauspieler begann er 2006 mit einem Engagement am Theater. Sein Debüt als Schauspieler gab er in der Dramaserie Rush, in der er von 2008 bis 2011 als Senior Constable Michael Sandrelli zu sehen war. Weitere Rollen hatte er 2010 in der Miniserie The Pacific, den Serien Lowdown, The Slap – Nur eine Ohrfeige, Terra Nova (beide 2011), Mr & Mrs Murder und Underbelly: Squizzy (beide 2013).
Eine größere Rolle übernahm Zuckerman 2010 im Thriller Blame, der unter anderem bei den Internationalen Filmfestspielen von Cannes, beim Toronto- und beim Chicago International Film Festival gezeigt wurde. Seine Rolle des Anthony gehört einer Gruppe von fünf Jugendlichen an, die dem Musiklehrer Bernard die Schuld am Selbstmord ihrer Freundin geben und ihn dafür ermorden wollen.

## Filmografie (Auswahl)
- 2008–2011: Rush (Fernsehserie, 70 Episoden)
- 2010: The Pacific (Miniserie)
- 2010: Lowdown (Fernsehserie, 4 Episoden)
- 2010: Blame
- 2011: The Crimson Room (Kurzfilm)
- 2011: The Slap – Nur eine Ohrfeige (The Slap, Fernsehserie, Episode 1x02)
- 2011: Terra Nova (Fernsehserie, 5 Episoden)
- 2013: Mr & Mrs Murder (Fernsehserie, Episode 1x03)
- 2013: Underbelly: Squizzy (Fernsehserie, 5 Episoden)
- 2014–2015: Manhattan (Fernsehserie, 23 Episoden)
- 2014, 2016: The Code (Fernsehserie, 12 Episoden)
- 2015: Childhood’s End (Miniserie, 3 Episoden)
- 2016: Fear the Walking Dead (Fernsehserie, Episode 2x12)
- 2016–2017: Designated Survivor (Fernsehserie, 10 Episoden)
- 2018: The Wind
- 2018–2021: Succession (Fernsehserie, 10 Episoden)
- 2020: A Teacher (Miniserie, 7 Episoden)
- 2021: Fear Street – Teil 1: 1994 (Fear Street Part One: 1994)
- 2021: Fear Street – Teil 2: 1978 (Fear Street Part Two: 1978)
- 2021: Fear Street – Teil 3: 1666 (Fear Street Part Three: 1666)
- 2021: The Lost Symbol (Fernsehserie)
- seit 2025: Silo (Fernsehserie)
- 2025: Apple Cider Vinegar (Fernsehserie, 5 Episoden)